# Titidius pauper
Titidius pauper es una especie de araña del género Titidius, familia Thomisidae.

## Distribución
Esta especie se encuentra en América del Sur: Brasil y Argentina.

## Taxonomía
Fue descrita por Mello-Leitão en 1947.
Tratamiento taxonómico
La especie aparece registrada y publicada en Aranhas de Carmo do Rio Claro (Minas Gerais) coligidas pelo naturalista José C. M. Carvalho. Boletim do Museu Nacional do Rio de Janeiro (N.S., Zool.) 80: 1–34.